# Campo San Bortolomio

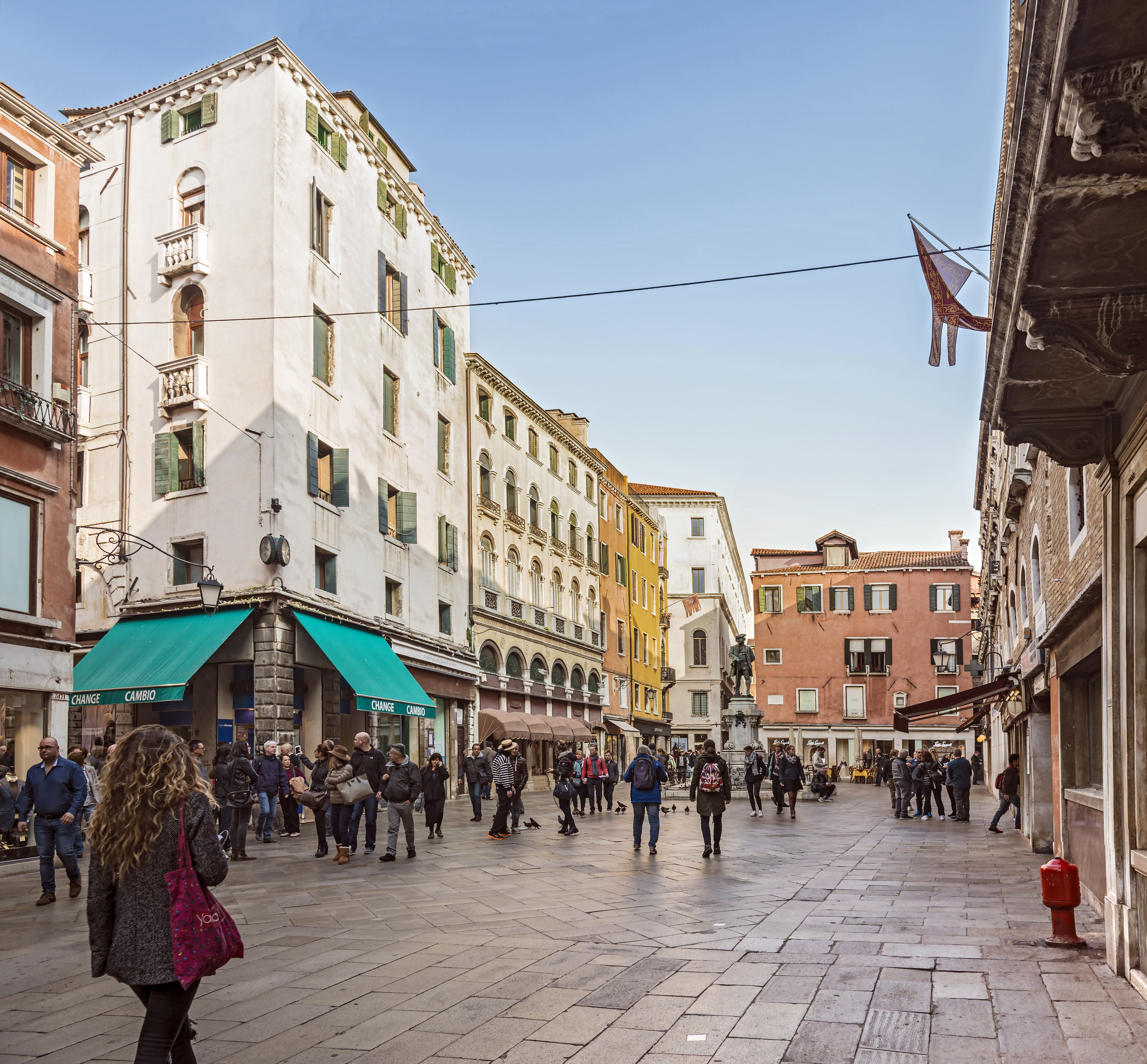
Il campo San Bartolomeo

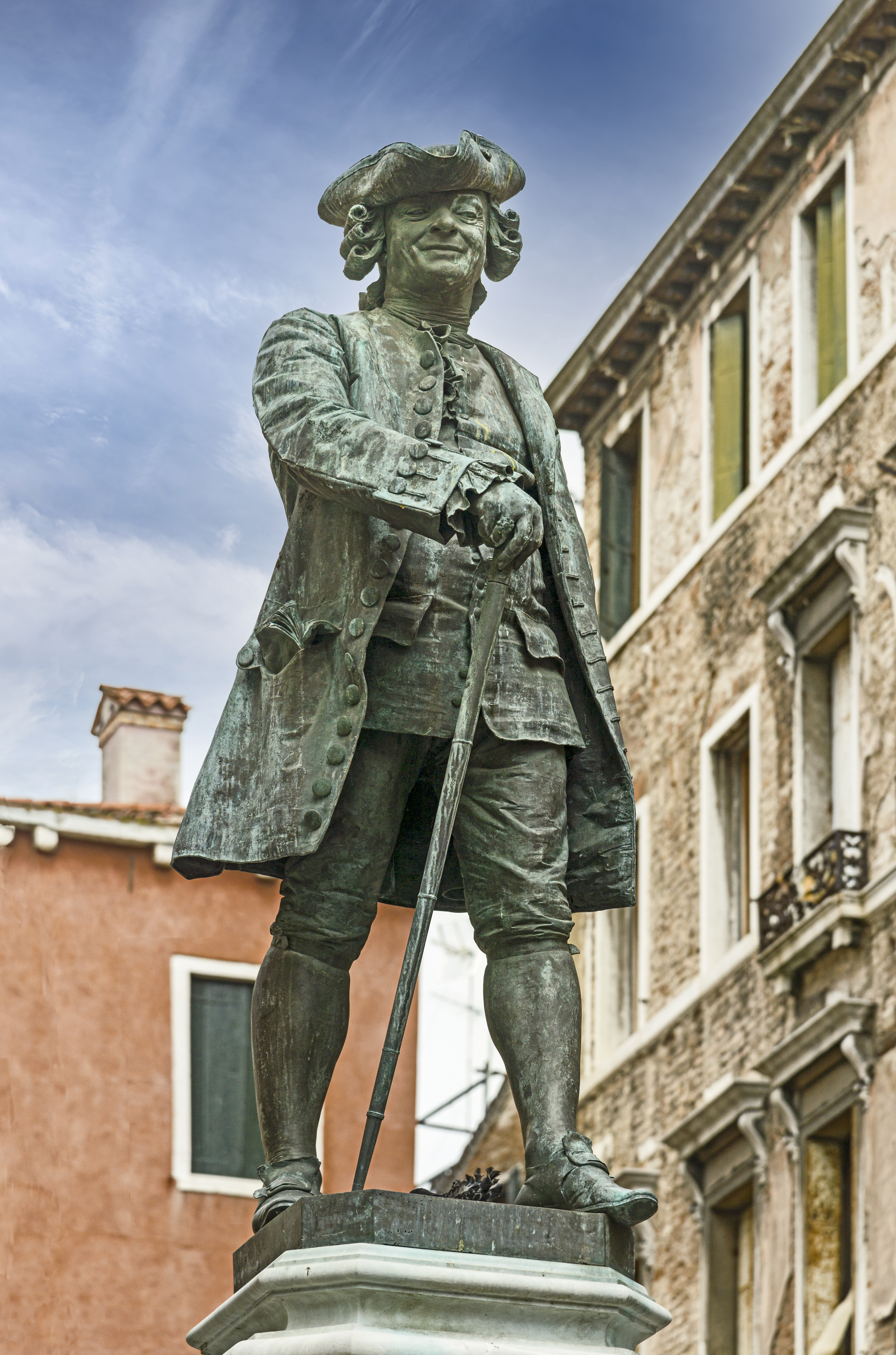
Monumento a Carlo Goldoni

Campo San Bortolomio (vulgo Campo san Bórtolo) è un campo di Venezia situato nel sestiere di San Marco, a pochi passi da Rialto. 
Può essere considerato il cuore socio-commerciale della città di Venezia. Attivissimo e frequentatissimo, per la sua posizione strategica, è sede di importanti attività ed edifici bancari.
Al centro del campo sorge il famoso monumento a ricordo di Carlo Goldoni, opera di Antonio Dal Zotto del 1883. In direzione del ponte di Rialto si può scorgere, seminascosta, la facciata della chiesa di San Bartolomeo ex San Demetrio (XII secolo).
Il campo è compreso tra luoghi importanti quali campo San Salvador, il ponte di Rialto e il Fondaco dei Tedeschi, seguendo la cui direzione si può raggiungere la Strada Nova che permette di raggiungere in via quasi diretta la stazione ferroviaria.

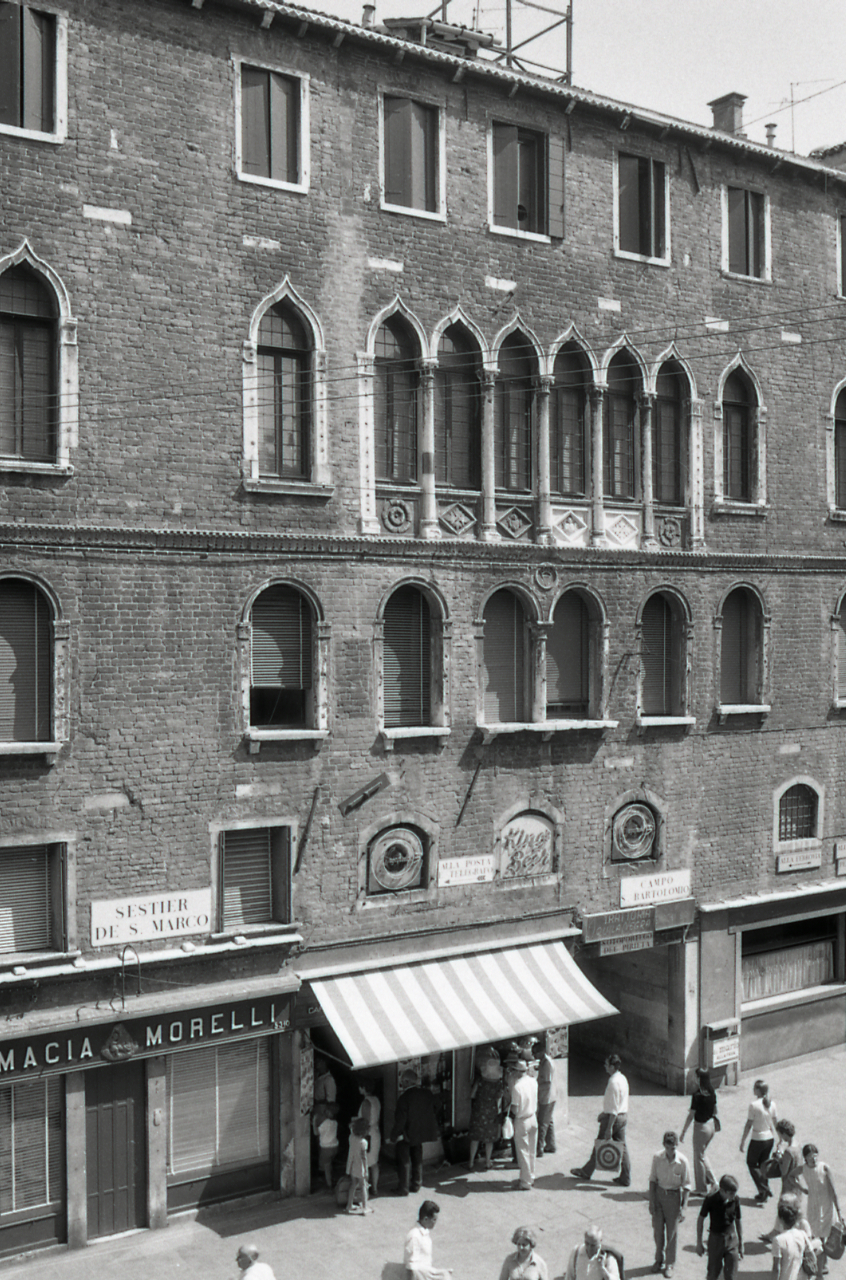
Palazzo Moro a San Salvador, Venezia. Foto di Paolo Monti, 1969.

## Storia
Già in epoca bizantina erano presenti case in muratura ed eleganti corti, in parte ancora visibili, verso il rio del Fontego e sul lato delle Mercerie; successivamente, con il trasferimento del mercato sul lato opposto del Canal Grande e l'alienazione da parte del Demanio delle aree che si erano in questo modo rese disponibili, vennero costruiti edifici destinati ad abitazione o ad uso commerciale. Affacciato sul campo è tuttora visibile il palazzo Moro, esempio di dimora patrizia del XIV secolo con mattoni faccia a vista ed un'esafora ogivale al piano nobile.
La disposizione attuale del campo è conseguenza di un ampliamento di metà Ottocento e dell'allargamento nel 1884 della strada denominata Marzarieta, che lo unisce a campo San Salvador, con la demolizione di edifici e la costruzione di nuovi.